# 薩夫欽
50°28′25″N 24°10′13″E / 50.47361°N 24.17028°E
薩夫欽（烏克蘭語：Савчин），是烏克蘭西部的村莊，隸屬利維夫州的舍普季茨基區。該村始建於1448年，面積1.44平方公里，海拔高度205米，2001年人口635，人口密度每平方公里477.44人。